# Syre (rivière)
Pour les articles homonymes, voir Syre.
La Syre (luxembourgeois : Sir) est une rivière luxembourgeoise et un affluent gauche de la Moselle faisant partie du bassin versant du Rhin.
Elle a son origine à une altitude de 283 mètres en amont de Syren, après la réunion de deux sources : l'une venant du lieu-dit Hiirschdellchen et l'autre venant du lieu-dit Reichemt.
Elle passe ensuite dans les localités suivantes : Moutfort, Oetrange, Schrassig, Schuttrange, Munsbach, Uebersyren, Mensdorf, Roodt-sur-Syre, Olingen, Betzdorf, Hagelsdorf, Wecker et Manternach.
Elle se jette finalement dans la Moselle à Mertert, à 138 mètres d'altitude.